# Necremnus oregonensis
Necremnus oregonensis är en stekelart som beskrevs av Charles Joseph Gahan 1941. Necremnus oregonensis ingår i släktet Necremnus och familjen finglanssteklar. Inga underarter finns listade i Catalogue of Life.